# British Phonographic Industry
Die British Phonographic Industry, kurz BPI (früher auch British Phonographic Institute) ist der Verband der britischen Musikindustrie mit Sitz in London. Es sind über 300 Musikgesellschaften als Teil der BPI registriert, darunter auch die drei größten Gesellschaften im Vereinigten Königreich – Universal, Sony und Warner Music. Bislang sind 85 % aller britischen Musikgesellschaften Mitglied der British Phonographic Industry. Vorsitzender ist zurzeit Maggie Crowe, OBE.
Die BPI ist zusammen mit der Entertainment Retailers Association (ERA) Miteigentümer der Official Charts Company (OCC) und organisiert sowohl die BRIT Awards als auch die Classical BRIT Awards. Die BPI legt zudem die Verleihungsgrenzen britischer Silber-, Gold- und Platin-Auszeichnungen fest und vergibt diese seit dem 1. Januar 1973 für Musikverkäufe und -nutzung.

## Verleihungsgrenzen der Tonträgerauszeichnungen

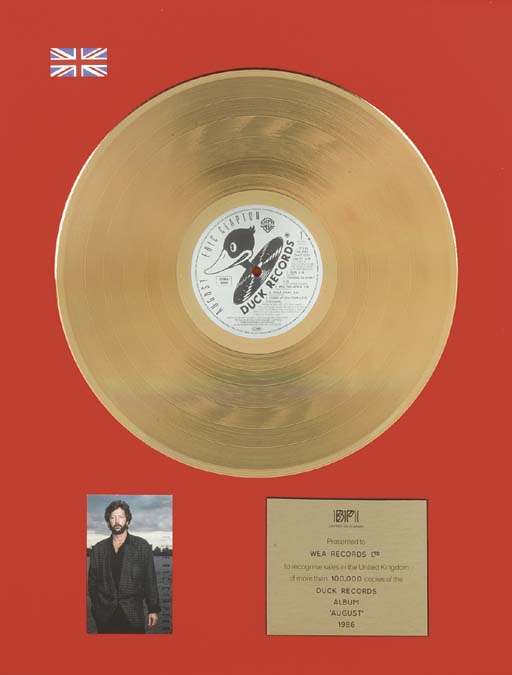
Eine Goldene Schallplatte im Vereinigten Königreich für Eric Claptons Album August.

Bis 1978 wurden Gold- und Platin-Auszeichnungen nach Erlös im Wert von britischen Pfund vergeben. Seit dem 1. Januar 1979 werden Prämierungen nach Anzahl der verkauften Veröffentlichungen vergeben. Sobald die Official Charts Company eine ausreichende Verkaufszahl des veröffentlichten Tonträgers ermittelt hat, ist der Tonträger für eine Silber-, Gold- oder Platinauszeichnung qualifiziert. Auch Plattenfirmen können eine Zertifizierung beantragen, müssen diese jedoch nachweisen können. Folgende Verkäufe müssen dabei erreicht beziehungsweise übertroffen werden.
Im Mai 2023 führte die British Phonographic Industry die BRIT Billion ein, die Künstler auszeichnet, die die Marke von einer Milliarde Streams im Vereinigten Königreich erreichen konnten. Die Daten werden von der Official Charts Company zur Verfügung gestellt. Zu den ersten Künstlern, die mit dieser Auszeichnung bedacht wurden zählen ABBA, Coldplay, Mariah Carey, Whitney Houston, AJ Tracey, Headie One, Anne-Marie, Ellie Goulding, George Ezra, Lewis Capaldi, Raye, Rita Ora und Sam Smith.

### Alben
| Auszeichnung | seit 1. Januar 1979 |
| ------------ | ------------------- |
| Silber       | 60.000              |
| Gold         | 100.000             |
| Platin       | 300.000             |
| 2× Platin a  | 600.000             |
| …            |                     |

### Singles
| Auszeichnung | seit 1. April 1973 | seit 1. Januar 1989 |
| ------------ | ------------------ | ------------------- |
| Silber       | 250.000            | 200.000             |
| Gold         | 500.000            | 400.000             |
| Platin       | 1.000.000          | 600.000             |
| 2× Platin a  | 2.000.000          | 1.200.000           |
| …            |                    |                     |

### Videoalben
| Auszeichnung | seit 1. Februar 2005 |
| ------------ | -------------------- |
| Gold         | 25.000               |
| Platin       | 50.000               |
| 2× Platin    | 100.000              |
| …            |                      |

Um eine gefertigte Musikauszeichnung zu erhalten, können die Mitglieder zurzeit vier autorisierte Rahmungsfirmen kontaktieren.